# Phorytocarpais americanus
Phorytocarpais americanus är en spindeldjursart som först beskrevs av Berlese 1906.  Phorytocarpais americanus ingår i släktet Phorytocarpais och familjen Parasitidae. Inga underarter finns listade i Catalogue of Life.